# Temritz (Adelsgeschlecht)
Temritz, auch Demritz und ähnliche Schreibweisen, war der Name eines oberlausitzischen Uradelsgeschlechts. Es benannte sich nach dem Dorf Temritz, das es bis Ende des 14. Jahrhunderts besaß.

## Geschichte
Das Geschlecht ist seit Mitte des 13. Jahrhunderts belegt. Das Stammgut Temritz wurde gegen Ende des 14. Jahrhunderts verkauft und dafür die zur Herrschaft Baruth gehörigen Dörfer Oelsa, Leipgen, Förstgen und die Hälfte von Weigersdorf von den Herren von Kittlitz zu Lehn genommen. 1418 kauften sich die Temritz von dieser Lehnsherrlichkeit los und wurden unmittelbare Vasallen der Krone, infolgedessen die Brüder Heinrich und Nitze von Temritz von König Wenzel mit den genannten Dörfern belehnt wurden. 1461 erscheint Kaspar auf Förstgen und Hans Caspar auf Oelsa. 1497 bestätigt König Wladislaus den Brüdern Heinrich, Michael und Georg sowie ihren Vettern den Brüdern Hans und Nickel von Temritz die Gesamtbelehnung. Von letzteren war Hans 1496 wegen eines Mordes in die Acht gekommen und Nicolaus verkaufte 1502 alle seine Güter an seine Vettern Heinrich und Georg; ersterer vereinigte nach dem kinderlosen Tode seiner beiden Brüder Georg und Michael deren Güter mit den seinigen und hinterließ alles seinen Söhnen Hans, Heinrich und Christoph die nach seinem Tode 1529 mit den Gütern belehnt wurden. Diese Belehnung wurde 1538 wiederholt. Zu den ursprünglichen Gütern erwarb Hans (vor 1545) Diehsa, 1569 Särichen nebst Zentendorf sowie vor 1573 auch Horka. Sein Sohn Heinrich – welcher 1583 nach des Vaters Tode Särichen und Zentendorf erhalten hatte – verkaufte 1596 letzteres an den Rath zu Görlitz; seine Söhne Heinrich und Christoph auf Diehsa wurden 1613 mit Särichen belehnt.
Heinrich – der zweite der erwähnten Brüder – hatte vor 1538 Kollm erworben, welches seine Söhne Kaspar und Peter 1567 und 1577 bestätigt erhielten. Peter lebte im Auslande; Kaspar – 1576 mit Barbara von Rackel vermählt – erwarb 1591 einen Theil von Reichwalde und hinterließ 1604 seine Besitzungen seinen drei Söhnen Peter, Christoph und Hans Kaspar.
Der dritte der 1529 erwähnten Brüder, Christoph, hatte die alten, zuerst genannten Familiengüter Oelsa etc. erhalten, lebte noch 1567, aber 1577 werden schon seine Söhne Hans und Georg genannt. Ersterer starb 1597 und hinterließ die drei Söhne Hans, Christoph und Sigismund. Außerhalb der Oberlausitz saß 1626 Christoph von Demritz auf Stäubchen im Kreis Schweidnitz. Ende des 17. Jahrhunderts galt der Stamm als ausgestorben. Um 1710 lebte noch ein einziger unvermählter männlicher Spross.
Der Sohn Joachim Frenzels, Johann Frenzel auf Königshain, verheiratete sich mit einer Sophie von Temritz († 3. Juli 1582). Ihre Ehe blieb aber kinderlos. Es ist die Aufschrift eines Epitaphs in Gedenken an sie in der Königshainer Kirche überliefert.

„Anno 1582 den 3. Julii ist in Gott selig entschlaffen die Edle Ehr- und Tugendreiche Frau Sophia, geb. Temritzin, des auch Edlen Ehrenvesten Hans Frenzels eheliche Hausfrau der Gott genade“

## Wappen
Blasonierungen:

Wappen der verwandten polnischen Leliwa

Wappen derer von Damerau-Woyanowski

1. In Blau ein steigender goldener Mond, überhöht von goldenem Sterne. Kleinod: drei Straußenfedern: blau, golden, blau, dazwischen zwei blaue Fahnen, je belegt mit 2 goldenen Balken. Decken: blau golden.
2. In Blau ein steigender gesichteter Mond, über und unter welchem je ein goldener Stern. Kleinod: aus der Krone wachsender Schwertarm, rechts gekehrt. Decken: blau-golden.
3. Schild von 2., doch ist der Mond nicht gesichtet. Kleinod: drei Straußenfedern, blau, golden, blau. Decken: blau-golden.

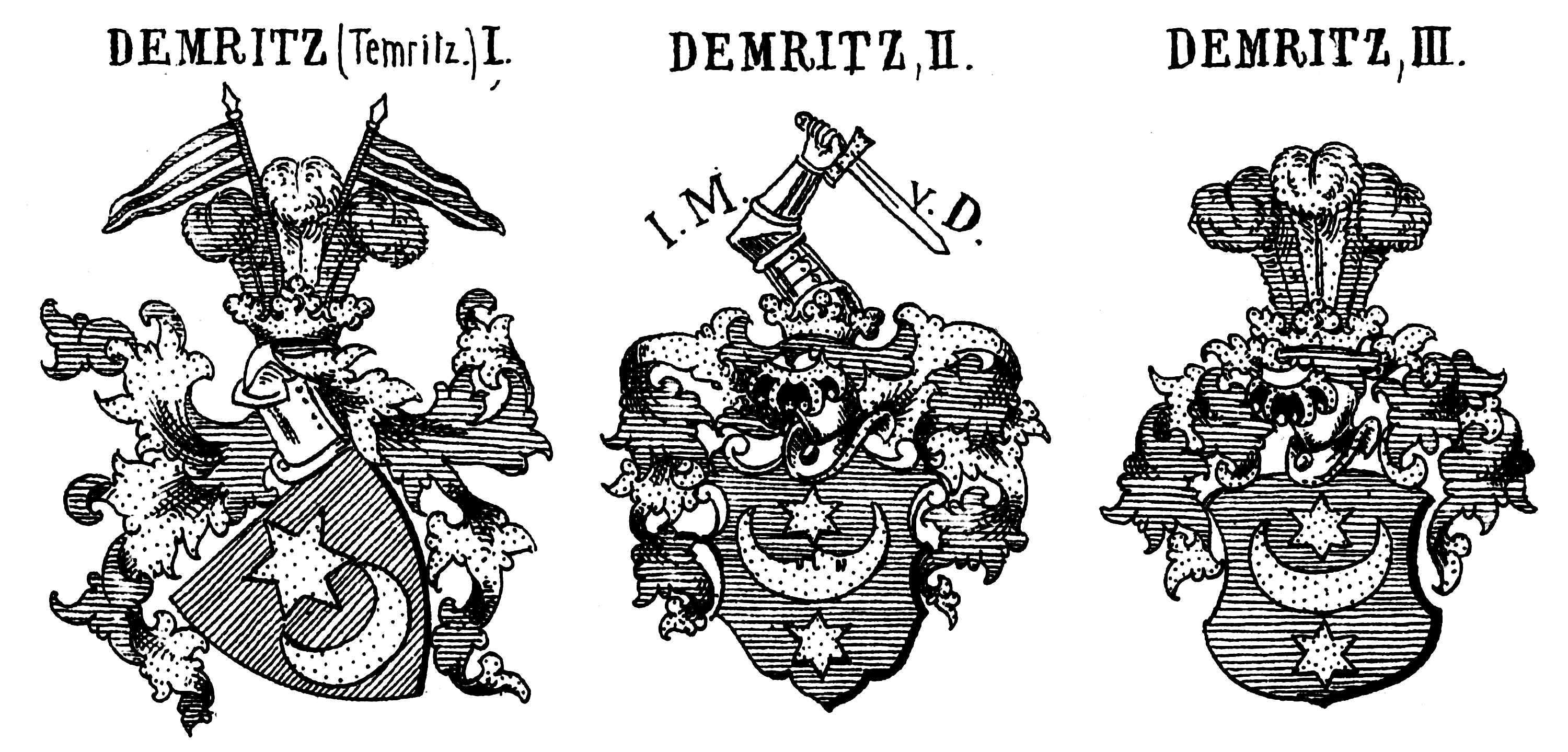
Wappenvarianten in Siebmachers Wappenbüchern

### Wappensage
Die polnischen von Demritz verehren ihren Stammherrn in einem tapfern Ausländer namens Alcadius. Er brachte dem Herzoge Lesko, dem Schwarzen, bei einer stern- und mondhellen Nacht im Jahre 1279 die Botschaft, dass man ihn zum Oberherrn über Polen und Schlesien erwählt habe. Aus Dankbarkeit für diese angenehme Nachricht ertheilte ihm der Herzog Mond und Sterne zum Wappenbilde.